# نینو ژوگلی
نینو ژوگلی (انگلیسی: Nino Žugelj؛ زادهٔ ۲۳ مهٔ ۲۰۰۰) بازیکن فوتبال اهل اسلوونی است.
از باشگاه‌هایی که در آن بازی کرده است می‌توان به باشگاه فوتبال ماریبور و باشگاه فوتبال بوده/گلیمت اشاره کرد.
وی همچنین در تیم‌های ملی فوتبال  زیر ۲۱ سال اسلوونی، و اسلوونی بازی کرده است.